# Ásmundur Einar Daðason

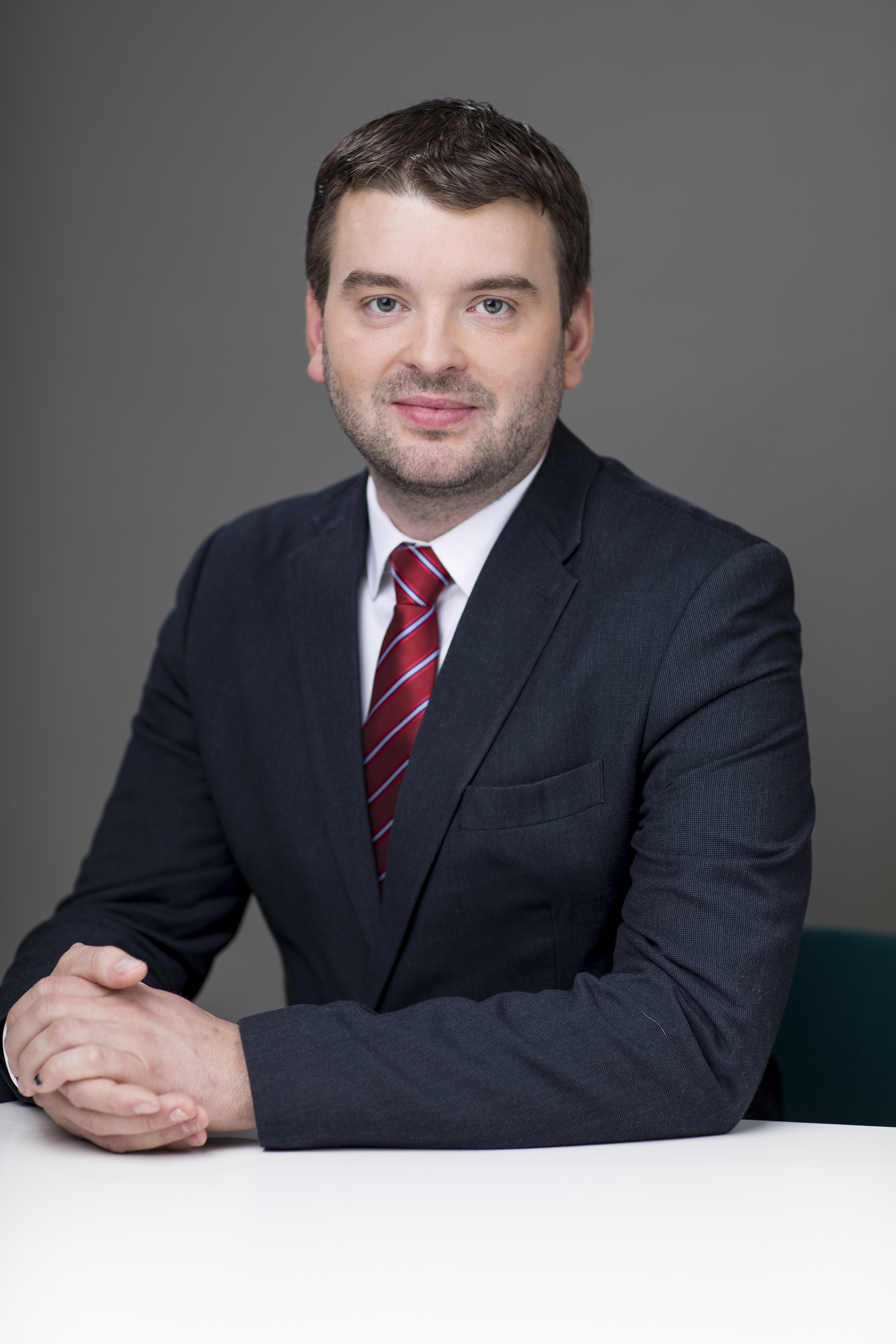
Ásmundur Einar Daðason, 2016

Ásmundur Einar Daðason (deutsche Transkription Asmundur Einar Dadason, * 29. Oktober 1982 in Reykjavík) ist ein isländischer Politiker der Fortschrittspartei. Vom 28. November 2021 bis zum 21. Dezember 2024 war er Minister für Bildungs- und Kinderbelange (mennta- og barnamálaráðherra). Zuvor war er seit dem 30. November 2017 Minister für Soziales und Gleichberechtigung, ab 2019 für Soziales und Kinderbelange innerhalb des damaligen Wohlfahrtsministeriums. Dem isländischen Parlament Althing gehörte er von 2009 bis 2016 und nach einer Unterbrechung wieder von 2017 bis 2024 an. Vor seinem Wechsel zur Fortschrittspartei war er Mitglied der Links-Grünen Bewegung.

## Leben
Ásmundur Einar hat einen Bachelor of Science in allgemeiner Agrarwissenschaft von der Agrarwissenschaftlichen Hochschule Islands in Hvanneyri. Er war als Schafzüchter im Bezirk Dalasýsla tätig und betrieb ein Unternehmen zum Import und Verkauf von Landwirtschaftsprodukten.
Er war von 2009 bis 2016 Abgeordneter des isländischen Parlaments Althing für den Nordwestlichen Wahlkreis. Ásmundur verließ die Links-Grüne Bewegung im April 2011 und schloss sich im Juni desselben Jahres der Fortschrittspartei an. Bei der Parlamentswahl vom 27. April 2013 wurde er wiedergewählt. Seit 2015 war er Fraktionsvorsitzender der Fortschrittspartei. Zur Parlamentswahl in Island 2016 ist er nicht angetreten, 2017 ließ er sich wieder aufstellen und wurde erneut ins Althing gewählt.
Seit dem 30. November 2017 war er Minister für Soziales und Gleichberechtigung im Kabinett Kabinett Katrín Jakobsdóttir I, das aus Mitgliedern der Links-Grünen Bewegung, der Unabhängigkeitspartei und der Fortschrittspartei bestand. Sein Ministerium und das Gesundheitsministerium, dem Svandís Svavarsdóttir vorstand, bildeten damals organisatorisch das isländische Wohlfahrtsministerium (Velferðarráðuneytið). Im Kabinett Katrín Jakobsdóttir II, das am 28. November 2021 als Fortführung der bestehenden Koalition gebildet wurde, wurden die Ministerien teilweise restrukturiert und umbenannt. Ásmundur Einar Daðason war seither Minister für Bildungs- und Kinderbelange. Seine Nachfolgerin ist Ásthildur Lóa Þórsdóttir im am 21. Dezember 2024 gebildeten Kabinett Kristrún Frostadóttir.